# Rabeler Scheidegraben
Der Rabeler Scheidegraben ist ein Graben in Schleswig-Holstein. Er verläuft an der Grenze zwischen Kappeln und Rabel und mündet in die Schlei.
Er wird vom Wasser- und Bodenverband Buckhagen verwaltet.

## Verlauf
Er beginnt südlich der Straße Kleefeld unterfließt die B199 und mündet dann in die Schlei.
Er bildet die Grenze zwischen Kappeln und Rabel. Da nördlich der Straße Kleefeld ein weiteres Gewässer ebenfalls auf der Grenze zwischen Kappeln und Rabel verläuft, könnte es sich dabei um ein weiteres Teilstück handeln. Dieses Gewässer ist auf Karten allerdings nicht benannt.